# Jin Ikoma
Jin Ikoma (jap. 生駒 仁, Ikoma Jin; * 1. Juli 1999 in der Präfektur Kagoshima) ist ein japanischer Fußballspieler.

## Karriere
Jin Ikoma erlernte das Fußballspielen in der Jugendmannschaft des FC Makurazaki sowie in den Schulmannschaften der Kagoshima Ikuei-kan Middle School und der Kagoshima Josei High School. Seinen ersten Vertrag unterschrieb er 2018 bei den Yokohama F. Marinos. Der Verein aus Yokohama, einer Stadt in der Präfektur Kanagawa, spielte in der höchsten Liga des Landes, der J1 League. Von September 2018 bis Januar 2019 wurde er an den Drittligisten Kataller Toyama nach Toyama ausgeliehen. Direkt im Anschluss erfolgte eine Ausleihe zum ebenfalls in der dritten Liga spielenden Giravanz Kitakyūshū. Mit dem Klub aus Kitakyūshū wurde er 2019 Meister der dritten Liga und stieg in die zweite Liga auf. Am Ende der Saison 2021 stieg er mit dem Verein aus Kitakyūshū als Tabellenvorletzter in die dritte Liga ab. Für Giravanz absolvierte er 49 Ligaspiele. Nach der Ausleihe kehrte er zu den Yokohama F. Marinos. Nachdem bei den Marinos sein Vertrag nicht verlängert worden war, unterschrieb er am 1. Februar 2022 einen Vertrag beim Zweitligisten Renofa Yamaguchi FC. Für den Verein aus Yamaguchi bestritt er in zwei Spielzeiten 47 Ligaspiele. Zu Beginn der Saison 2024 wechselte er im Januar 2024 zum ebenfalls in der zweiten Liga spielenden Iwaki FC.

## Erfolge
Giravanz Kitakyūshū
- Japanischer Drittligameister: 2019  ▲